# Елена Асенина Кантакузина
Елена Асенина Кантакузина (на гръцки: Ελένη Ασανίνα Καντακουζηνή, † след 1394) е византийска принцеса и графиня на Салона от 1382 до 1394 г.
Бащата на Елена – Матей Асен Кантакузин, е византийски съимператор и по-късно деспот на Морея. Майка ѝ – Ирина Палеологина, е внучка е на император Андроник II Палеолог и Ирина Монфератска. По бащина линия Елена Кантакузина произхожда от рода Кантакузини и от византийския клон на Асеневци, а по майчина – от Палеолозите. Изворите я описват като първа братовчедка на император Мануил II Палеолог и на пелопонеския деспот Теодор I Палеолог. Описанието, което позволява да бъде идентифицирана като една от трите дъщери на Матей Кантакузин, е че тя била дъщеря на вуйчото на Мануил II и Теодор I.
През 1356 г. Елена се е намирала с майка си и сестра си в Грацианопол, когато семейството е преместено на остров Тенедос по заповед на император Йоан V Палеолог. През 1361 г. се установява с баща си в Пелопонес, където по-късно е омъжена за Луис Фадрик Арагонски, граф на Салона, господар на Зетуни и на други владения в Централна Гърция. Съпругът ѝ умира през 1382 г., но Елена продължила да управлява самостоятелно владенуята му до 1394 г. През това време срещу нея се обединили братовчед ѝ Теодор I Палеолог и атинският херцог, а Елена потърсила подкрепа от управителя на Фарсала Стефан, който бил по-малък син на сръбския цар Симеон Урош. За да скрепи съюза им, Елена сгодила за Стефан дъщеря си Мария. През април 1388 г. Елена получила предложение от Хуан I Арагонски да получи правата на кастелан на Атина и Акропола, ако поеме ангажимента да ги защитава. Между 1388 и 1391 г. тя имала сериозни неприятности и с Венеция заради отказа си да обезщети един венециански гражданин на Корон, чието имущество през 1381 г. било конфискувано от съпруга ѝ на борда на един кораб от Анкона.
В края на 1393 г. или в началото на 1394 г. Салона била превзета от османския султан Баязид I, а Елена и красивата ѝ дъщеря се предали доброволно на султана, след което и двете били приети в харема му. За събитието съобщава Лаоник Халкокондил, а датировката му е улеснена от едно писмо на атинския херцог, с което последният съобщава на брат си за събитията в Салона. От Халкокондил обаче е информацията, че Елена Асенина донесла позор за жителите на Делфи, като предала властта си на над него в ръцете на своя любовник – свещеник на име Стратий, поради което местният архиепископ (вероятно този на Лариса) се оплакал от нея на султан Баязид I, който използвал случая като претекст, за да завладее Салона. Опитите на Елена и дъщеря ѝ да умилостивят султана със скъпи подарици не дали резултат – след падането на крепостта двете били пленени от турците. Баязид отвел младата Мария в харема си, а Елена Кантакузина предал на гаврите на войниците си. Година по-късно турците екзекутирали дъщеря ѝ заради изневяра.

## Семейство
Елена Асенина Кантакузина се омъжва за Луис Фадрике Арагонски, граф на Салона, на когото ражда една дъщеря:
- Мария Фадрик Кантакузина (1370 – 1395) – след превземането на Салона е взета в харема на султан Баязид I под името Мария хатун.